# Hervé Jamar

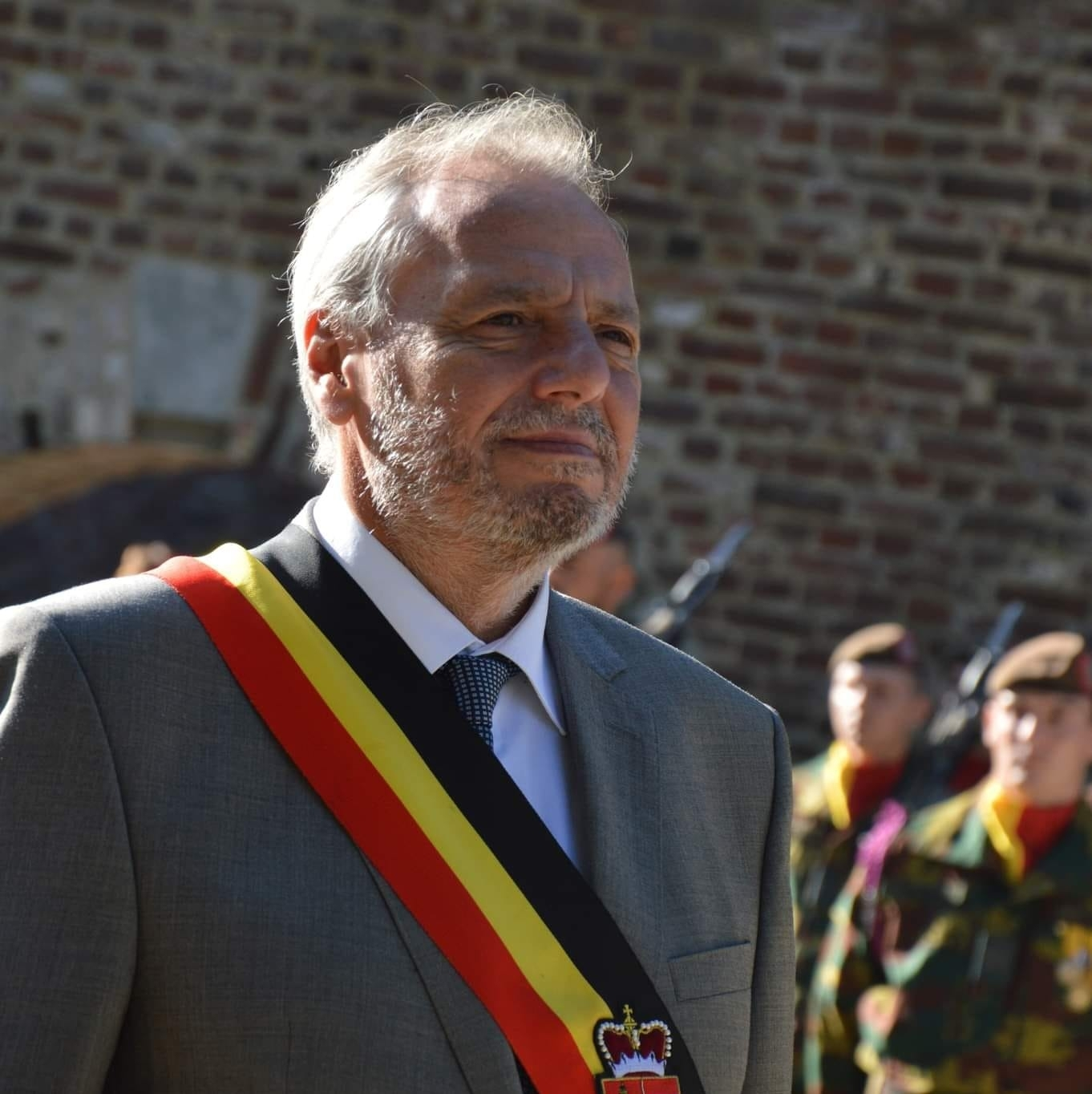
Hervé Jamar, 2023

Hervé Jamar (* 1. Januar 1965 in Huy) ist ein belgischer Rechtsanwalt und Politiker der Mouvement Réformateur (MR). Er war zunächst Abgeordneter in den Parlamenten der Wallonischen Region und der Französischen Gemeinschaft, bevor er von 2003 bis 2007 Staatssekretär (später Minister) für die Modernisierung der Finanzen und die Bekämpfung von Steuerhinterziehung in der Föderalregierung Verhofstadt II wurde. 2014 wurde er Haushaltsminister in der Regierung Michel, verließ diese jedoch ein Jahr später und nahm das Amt des Gouverneurs der Provinz Lüttich an. Auf lokaler Ebene war Hervé Jamar von 1995 bis 2015 Bürgermeister von Hannut.

## Leben
Nachdem Hervé Jamar sein Abitur am Königlichen Athenäum von Hannut erhalten hatte, begann er sein Studium der Rechtswissenschaften an der Universität Lüttich (ULg), das er im Jahr 1988 erfolgreich beendete. Daraufhin begann er ein Jahr später seine Karriere als Rechtsanwalt.
Hervé Jamar war bereits als Student Mitglied der Vereinigung liberaler Studenten (Fédération des Étudiants Libéraux Unis, FELU), wo er die Bekanntschaft von Jacques Simonet und Willy Borsus (MR) machte. Die Lokalpolitik kannte er von frühauf, da sein Vater André Jamar Bürgermeister der Ortschaft Moxhe, Gemeinderatsmitglied in Hannut und schließlich Mitglied des Lütticher Provinzialrates war. Den Einstieg in die aktive Politik machte Jamar im Jahr 1989, als in den Gemeinderat von Hannut gewählt wurde. Wenige Jahre später konnte er das Bürgermeisteramt derselben Kommune erringen, das er seit 1995 innehat.
Auf regionaler Ebene war Jamar zunächst Ersatzkandidat bei den Wahlen von 1995 und 1999. Als Pierre Hazette (MR) Unterrichtsminister in der Französischen Gemeinschaft wurde, rückte er für ihn in die Parlamente der Wallonischen Region und der Französischen Gemeinschaft nach. Diese Ämter ließ er im Jahr 2003 ruhen, als er zunächst Staatssekretär und ab 2007 Minister für die Modernisierung der Finanzen und die Bekämpfung von Steuerhinterziehung in der Föderalregierung unter Premierminister Guy Verhofstadt (Open VLD) wurde. Nachdem er in der Folgeregierung kein Exekutivmandat erringen konnte, wurde Jamar wieder einfacher Abgeordneter im Regionalparlament.
Als nach den Föderalwahlen vom 25. Mai 2014 die MR als einzige französischsprachige Partei der Regierung unter Premierminister Charles Michel (MR) beitrat, übernahm Hervé Jamar das Amt des Haushaltsministers. Dieses Amt legte Jamar etwa ein Jahr später nieder und gab es an Sophie Wilmès (MR) ab. Zeitgleich wurde angekündigt, dass er Michel Foret (MR) als Gouverneur der Provinz Lüttich ersetzen würde.

## Übersicht der politischen Ämter
- 1989 – 2015: Gemeinderatsmitglied in Hannut
- 1995 – 2015: Bürgermeister von Hannut (teilweise verhindert)
- 1999 – 2015: Mitglied des Wallonischen Parlaments und des Parlaments der Französischen Gemeinschaft (teilweise verhindert)
- 2003 – 2007: Föderaler Staatssekretär (ab 2007 Minister) für die Modernisierung der Finanzen und die Bekämpfung von Steuerhinterziehung in der Regierung Verhofstadt II
- 2014 – 2015: Föderaler Minister für den Haushalt, mit der Nationallotterie beauftragt, in der Regierung Michel
- 2015 – heute: Gouverneur der Provinz Lüttich